# Battaglia di Mauropotamos
La battaglia di Mauropotamos (Μάχη τοῦ Μαυροποτάμου) fu combattuta nell'844, tra le armate dell'Impero bizantino e del Califfato abbaside, a Mauropotamos (in Bitinia settentrionale o in Cappadocia). In seguito a un fallito tentativo bizantino di recuperare l'Emirato di Creta nell'anno precedente, gli Abbasidi compirono un'incursione in Asia Minore. Il reggente bizantino, Teoctisto, condusse l'armata contro gli invasori ma fu pesantemente sconfitto e molti dei suoi ufficiali disertarono passando dalla parte degli Arabi. Conflitti interni impedirono tuttavia agli Abbasidi di approfittare della vittoria. Nell'845 fu firmata una tregua e uno scambio di prigionieri, seguita da una cessazione delle ostilità dalla durata di sei anni, in quanto entrambe le potenze rivolsero le loro attenzioni altrove.

## Contesto storico
In seguito alla restaurazione della venerazione delle icone nel marzo 843, il governo dell'Impero bizantino, condotto dall'Imperatrice reggente Teodora e dal logothetes Teoctisto, condusse un assalto sostenuto contro la principale minaccia politica e ideologica dei Bizantini, il Califfato abbaside e le sue dipendenze. Questa politica aggressiva fu da una parte agevolata dalla stabilità interna portata dalla fine della controversa iconoclastica, e dall'altra incoraggiata dal desiderio di legittimare la nuova politica religiosa con successi militari contro i Musulmani.
La prima di queste campagne, un tentativo di riconquista dell'Emirato di Creta condotto da Teoctisto in persona, dopo alcuni successi iniziali, risultò in un disastro finale. Dopo aver ottenuto una vittoria sugli Arabi a Creta, Teoctisto venne a conoscenza di una voce che Teodora intendesse nominare un nuovo imperatore, probabilmente Bardas. Teoctisto si diresse di tutta fretta a Costantinopoli, dove scoprì che la voce era falsa, ma nel frattempo, in sua assenza, l'esercito bizantino a Creta fu sconfitto e costretto al ritiro dagli Arabi.

## Battaglia
Nel 844, secondo fonti bizantine, Teoctisto venne a conoscenza di un'invasione araba dell'Asia Minore bizantina, condotta da un certo 'Amr, probabilmente l'emiro semi-autonomo di Malatya, Umar al-Aqta. Le fonti arabe non fanno esplicita menzione di questa campagna. Lo studioso russo Alexander Vasiliev, tuttavia, l'ha identificata con una spedizione registrata nei poemi di Abu Tammam e Al-Buhturi, che fu condotta dal generale Abu Sa'id ed ebbe luogo durante la reggenza di Teodora. La partecipazione di Umar al-Aqta è probabile, in quanto aveva spesso assistito gli Abbasidi nelle loro incursioni contro i Bizantini. Secondo fonti arabe, le truppe condotte da Abu Sa'id comprendevano uomini dagli emirati di frontiera di Qaliqala (Erzurum) e Tarso. Le forze arabe si unirono a Ardandun (forse da identificare con la fortezza di frontiera di Rhodandos) prima di devastare i themata bizantini di Cappadocia, Anatolikon, Boukellarion, e Opsikion. Le truppe di Sa'id saccheggiarono Dorylaion giungendo persino a raggiungere la costa del Bosforo.
Teoctisto condusse l'esercito bizantino contro gli invasori, ma fu pesantemente sconfitto a Mauropotamos ("fiume nero"). L'ubicazione di quest'ultima, se fosse un fiume e non un semplice toponimo, è contesa; era più probabilmente un tributario del Sangario in Bitinia o del Halys in Cappadocia. Non solo i Bizantini subirono pesanti perdite, ma molti ufficiali maggiori dell'esercito bizantino defezionarono passando dalla parte degli Arabi. Teoctisto ritornò a Costantinopoli, dove attribuì le responsabilità delle recenti sconfitte a Bardas e lo fece esiliare dalla capitale.

## Conseguenze
Gli Abbasidi non furono in grado di sfruttare il loro successo a causa dell'instabilità interna del Califfato. Dall'altra parte, i Bizantini preferivano concentrare le loro forze contro la conquista della Sicilia ad opera degli Aghlabidi. Pertanto, fu inviata un'ambasceria bizantina a Baghdad nel 845, che fu calorosamente ricevuta. Gli Abbasidi ricambiarono con un'ambasceria a Costantinopoli, dove i due stati concordarono una tregua e uno scambio di prigionieri, che fu tenuto presso il fiume Lamos il 16 settembre 845. Un'incursione invernale del governatore arabo di Tarso poco tempo dopo fallì disastrosamente, dopodiché la frontiera arabo-bizantina rimase tranquilla per sei anni.